# Aliona Archinova
Aliona Archinova, née le 3 mars 1985 à Dresde, est une femme politique, mannequin et sociologue russe. Elle siège à la Douma. 

## Sanctions
En 2022, elle est sanctionnée par le gouvernement britannique dans le cadre de l'invasion de l'Ukraine par la Russie.